# Isla Morat
La Isla Morat es el nombre que recibe una isla en el municipio de José Santos Guardiola, en el departamento de Islas de la Bahía en el Mar Caribe al norte del país centroamericano de Honduras. Se localiza específicamente entre la isla de Santa Elena y la isla de Roatán (al oeste) y la isla de Barbareta, los cayos Indios y la Isla Guanaja (al este).
Se cree que la isla recibió su nombre de los ocupantes ingleses y que con el tiempo el nombre original More Rats (que en español quiere decir «Más ratas»), derivó en algún momento en "Morat".